# Max von Stephanitz
Max von Stephanitz, tysk ryttmästare, född 30 december 1864 i Dresden, död 22 april 1936, son till Friedrich Wilhelm von Stephanitz. Ordförande 1899–1935 i den av honom 1899 grundade tyska schäferhundklubben. En dag i slutet av 1800-talet vid Rhen där von Stephanitz tjänstgjorde som ung rekryt vid det tunga rytteriet, studerade han en herde med sina herdehundar i arbete, och blev så begeistrad att han senare bestämde sig för att förädla denna hundtyp och skapa en hund lämplig för allt möjligt arbete i mänsklig tjänst, vilket blev den nutida schäfern.
Max von Stephanitz utformade också en modell för hur han trodde att herdehundarna utvecklats från vargen.